# Artilerijska brigada 3. divizije (NOVJ)
Artilerijska brigada 3. divizije (srbohrvaško Artiljerijska brigada 3. divizije) je bila brigada v sestavi Narodnoosvobodilne vojske in partizanskih odredov Jugoslavije in ki je delovala med drugo svetovno vojno na področju Kraljevine Jugoslavije.

## Organizacija
- štab
- 3x divizion